# Lampayo
Lampayo es un género botánico de plantas con flores  pertenecientes a la familia de las verbenáceas. Es natural del sur de Sudamérica. Comprende 5 especies descritas.

## Taxonomía
El género fue descrito por F.Phil. ex Murillo  y publicado en Plantas Médicinales du Chili 163. 1889.

## Especies aceptadas
A continuación se brinda un listado de las especies del género Lampayo aceptadas hasta noviembre de 2014, ordenadas alfabéticamente. Para cada una se indica el nombre binomial seguido del autor, abreviado según las convenciones y usos.	 
- Lampayo aratae generic MOLFINO
- Lampayo castellani Moldenke
- Lampayo hieronymi K.Schum. ex Moldenke
- Lampayo officinalis F.Phil. ex Murillo
- Lampayo schickendantzii Moldenke ex Hunz.